# Roeien op de Olympische Zomerspelen 2016 – Lichte dubbel-twee vrouwen
De lichte dubbel-twee vrouwen op de Olympische Zomerspelen 2016 vond plaats van zaterdag 7 tot en met vrijdag 12 augustus 2016. Regerend olympisch kampioen waren Katherine Copeland en Sophie Hosking uit Groot-Brittannië, die in Rio de Janeiro hun titel verdedigden – waarbij Hosking was vervangen door Taylor. De competitie bestond uit meerdere ronden, beginnend met de series en herkansingen om het deelnemersveld van de halve finales te bepalen. Er werden vier halve finales geroeid, twee A/B-halve finales en twee C/D-halve finales. Alleen de roeiers in eerstgenoemde halve finale deden nog mee om de medailles (de drie besten in de A-halve finale en de drie besten in de B-halve finale bereikten de finale); de deelnemers aan de overige halve finales vielen al eerder af. Zij raceten nog om zo de totale ranglijst te kunnen vaststellen. Concluderend moest een duo in zijn serie bij de eerste twee eindigen (of bij de eerste twee in de herkansing), en in de halve finale bij de eerste drie om de A-finale te bereiken.
De series vonden plaats op zondag 7 augustus 2016, een dag later gevolgd door de herkansingen. De laagste halve finales (C/D) werden geroeid op dinsdag 9 augustus, gevolgd door de beste halve finales op 10 augustus. De finale waarin de medailles werden verdeeld was op 12 augustus 2016.

## Resultaten

### Series
De beste twee duo's van elke serie plaatsten zich voor de kwartfinale. De drie overige duo's probeerden in de herkansingen zich alsnog te kwalificeren.

#### Serie 1
| rang | naam                                | land             | tijd    |   |
| ---- | ----------------------------------- | ---------------- | ------- | - |
| 1    | Wenyi Huang Feihong Pan             | China            | 7:00.13 | Q |
| 2    | Anne Lolk Thomsen Juliane Rasmussen | Denemarken       | 7:01.84 | Q |
| 3    | Devery Karz Kathleen Bertko         | Verenigde Staten | 7:07.37 | H |
| 4    | Laura Milani Valentina Rodini       | Italië           | 7:09.12 | H |
| 5    | Charlotte Taylor Katherine Copeland | Groot-Brittannië | 7:10.25 | H |

#### Serie 2
| rang | naam                                | land          | tijd    |   |
| ---- | ----------------------------------- | ------------- | ------- | - |
| 1    | Ilse Paulis Maaike Head             | Nederland     | 6:57.28 | Q |
| 2    | Sophie Mackenzie Julia Edward       | Nieuw-Zeeland | 7:02.01 | Q |
| 3    | Ionela-Livia Lehaci Gianina Beleaga | Roemenië      | 7:07.29 | H |
| 4    | Ayami Oishi Chiaki Tomita           | Japan         | 7:15.75 | H |
| 5    | Tạ Thanh Huyền Hồ Thị Lý            | Vietnam       | 7:29.91 | H |

#### Serie 3
| rang | naam                               | land        | tijd    |   |
| ---- | ---------------------------------- | ----------- | ------- | - |
| 1    | Kirsten McCann Ursula Grobler      | Zuid-Afrika | 7:07.37 | Q |
| 2    | Claire Lambe Sinead Lynch          | Ierland     | 7:10.91 | Q |
| 3    | Vanessa Cozzi Fernanda Ferreira    | Brazilië    | 7:20.79 | H |
| 4    | Yislena Hernández Licet Hernández  | Cuba        | 7:26.43 | H |
| 5    | Khadija Krimi Nour Elhouda Ettaieb | Tunesië     | 7:43.33 | H |

#### Serie 4
| rang | naam                                | land      | tijd    |   |
| ---- | ----------------------------------- | --------- | ------- | - |
| 1    | Lindsay Jennerich Patricia Obee     | Canada    | 7:03.51 | Q |
| 2    | Weronika Deresz Martyna Mikołajczak | Polen     | 7:05.02 | Q |
| 3    | Ronja Sturm Marie-Louise Dräger     | Duitsland | 7:11.08 | H |
| 4    | Josefa Veliz Melita Abraham         | Chili     | 7:20.63 | H |
| 5    | Lee Yuen Yin Lee Ka Man             | Hongkong  | 7:29.87 | H |

### Herkansingen
De beste twee duo's van elke herkansingsrace plaatsten zich voor de halve finales.

#### Herkansing 1
| rang | naam                                | land             | tijd    |     |
| ---- | ----------------------------------- | ---------------- | ------- | --- |
| 1    | Devery Karz Kathleen Bertko         | Verenigde Staten | 7:58.90 | Q   |
| 2    | Ayami Oishi Chiaki Tomita           | Japan            | 8:00.50 | Q   |
| 3    | Charlotte Taylor Katherine Copeland | Groot-Brittannië | 8:05.70 | C/D |
| 4    | Josefa Veliz Melita Abraham         | Chili            | 8:11.97 | C/D |
| 5    | Vanessa Cozzi Fernanda Ferreira     | Brazilië         | 8:15.53 | C/D |
| 6    | Lee Yuen Yin Lee Ka Man             | Hongkong         | 8:20.96 | C/D |

#### Herkansing 2
| rang | naam                                | land      | tijd    |     |
| ---- | ----------------------------------- | --------- | ------- | --- |
| 1    | Ionela-Livia Lehaci Gianina Beleaga | Roemenië  | 8:00.47 | Q   |
| 2    | Ronja Sturm Marie-Louise Dräger     | Duitsland | 8:02.28 | Q   |
| 3    | Laura Milani Valentina Rodini       | Italië    | 8:03.03 | C/D |
| 4    | Tạ Thanh Huyền Hồ Thị Lý            | Vietnam   | 8:19.79 | C/D |
| 5    | Yislena Hernández Licet Hernández   | Cuba      | 8:22.05 | C/D |
| 6    | Khadija Krimi Nour Elhouda Ettaieb  | Tunesië   | 8:33.49 | C/D |

### Halve finales
De beste drie roeiers van de halve finales A/B plaatsen zich voor de A-finale, waarin de medailles verdeeld worden. 

#### Halve finale C/D
| rang | naam                                | land             | tijd    |   |
| ---- | ----------------------------------- | ---------------- | ------- | - |
| 1    | Charlotte Taylor Katherine Copeland | Groot-Brittannië | 7:59.11 | Q |
| 2    | Lee Yuen Yin Lee Ka Man             | Hongkong         | 8:14.17 | Q |
| 3    | Tạ Thanh Huyền Hồ Thị Lý            | Vietnam          | 8:18.47 | Q |
| 4    | Yislena Hernández Licet Hernández   | Cuba             | 8:27.44 | D |

| rang | naam                               | land     | tijd    |   |
| ---- | ---------------------------------- | -------- | ------- | - |
| 1    | Laura Milani Valentina Rodini      | Italië   | 8:11.21 | Q |
| 2    | Vanessa Cozzi Fernanda Ferreira    | Brazilië | 8:14.06 | Q |
| 3    | Josefa Veliz Melita Abraham        | Chili    | 8:20.26 | Q |
| 4    | Khadija Krimi Nour Elhouda Ettaieb | Tunesië  | 8:29.45 | D |

#### Halve finale A/B
| rang | naam                                | land          | tijd    |   |
| ---- | ----------------------------------- | ------------- | ------- | - |
| 1    | Kirsten McCann Ursula Grobler       | Zuid-Afrika   | 7:19.09 | Q |
| 2    | Sophie Mackenzie Julia Edward       | Nieuw-Zeeland | 7:19.27 | Q |
| 3    | Wenyi Huang Feihong Pan             | China         | 7:20.94 | Q |
| 4    | Ionela-Livia Lehaci Gianina Beleaga | Roemenië      | 7:21.38 | B |
| 5    | Weronika Deresz Martyna Mikołajczak | Polen         | 7:22.06 | B |
| 6    | Ayami Oishi Chiaki Tomita           | Japan         | 7:46.41 | B |

| rang | naam                                | land             | tijd    |   |
| ---- | ----------------------------------- | ---------------- | ------- | - |
| 1    | Ilse Paulis Maaike Head             | Nederland        | 7:13.93 | Q |
| 2    | Lindsay Jennerich Patricia Obee     | Canada           | 7:16.35 | Q |
| 3    | Claire Lambe Sinead Lynch           | Ierland          | 7:18.24 | Q |
| 4    | Anne Lolk Thomsen Juliane Rasmussen | Denemarken       | 7:20.29 | B |
| 5    | Devery Karz Kathleen Bertko         | Verenigde Staten | 7:22.78 | B |
| 6    | Ronja Sturm Marie-Louise Dräger     | Duitsland        | 7:33.21 | B |

### Finales
In vier finales werd de totale eindranglijst opgesteld.

#### Finale D
| rang | naam                               | land    | tijd    |  |
| ---- | ---------------------------------- | ------- | ------- |  |
| 19   | Yislena Hernández Licet Hernández  | Cuba    | 7:50.21 |  |
| 20   | Khadija Krimi Nour Elhouda Ettaieb | Tunesië | 7:56.26 |  |

#### Finale C
| rang | naam                                | land             | tijd    |     |
| ---- | ----------------------------------- | ---------------- | ------- | --- |
| 13   | Laura Milani Valentina Rodini       | Italië           | 7:36.64 |     |
| 14   | Charlotte Taylor Katherine Copeland | Groot-Brittannië | 7:37.89 |     |
| 15   | Vanessa Cozzi Fernanda Ferreira     | Brazilië         | 7:44.78 |     |
| 16   | Lee Yuen Yin Lee Ka Man             | Hongkong         | 7:46.85 |     |
| 17   | Josefa Veliz Melita Abraham         | Chili            | 7:46.99 |     |
| 18   | Tạ Thanh Huyền Hồ Thị Lý            | Vietnam          | DNS     | DNS |

#### Finale B
| rang | naam                                | land             | tijd    |  |
| ---- | ----------------------------------- | ---------------- | ------- |  |
| 7    | Weronika Deresz Martyna Mikołajczak | Polen            | 7:24.34 |  |
| 8    | Ionela-Livia Lehaci Gianina Beleaga | Roemenië         | 7:24.61 |  |
| 9    | Anne Lolk Thomsen Juliane Rasmussen | Denemarken       | 7:27.36 |  |
| 10   | Devery Karz Kathleen Bertko         | Verenigde Staten | 7:29.96 |  |
| 11   | Ronja Sturm Marie-Louise Dräger     | Duitsland        | 7:32.73 |  |
| 12   | Ayami Oishi Chiaki Tomita           | Japan            | 7:42.87 |  |

#### Finale A
| rang   | naam                            | land          | tijd    |  |
| ------ | ------------------------------- | ------------- | ------- |  |
| Goud   | Ilse Paulis Maaike Head         | Nederland     | 7:04.73 |  |
| Zilver | Lindsay Jennerich Patricia Obee | Canada        | 7:05.88 |  |
| Brons  | Wenyi Huang Feihong Pan         | China         | 7:06.49 |  |
| 4      | Sophie Mackenzie Julia Edward   | Nieuw-Zeeland | 7:10.61 |  |
| 5      | Kirsten McCann Ursula Grobler   | Zuid-Afrika   | 7:11.26 |  |
| 6      | Claire Lambe Sinead Lynch       | Ierland       | 7:13.09 |  |